# Luciano Liggio
Luciano Leggio Varriano (Corleone, 6 de Janeiro de 1925 - Nuoro, 15 de Novembro de 1993) foi um importante chefe da máfia siciliana, do clã Corleonesi (Corleone). Mais conhecido por Luciano Liggio, por um erro de digitalização em documento judicial. Liggio, fora o padrinho dos maiores chefes da máfia siciliana até então, Salvatore Riina e Bernardo Provenzano. Juntos formaram o clã dos Corleoneses e expandiram seu clã, da pequena cidade camponesa Corleone, alcançando os ares de Palermo, o coração da Cosa Nostra e assim, dominando a Comissão da Máfia siciliana e eliminando todos os seus prováveis inimigos. 
Foi capturado em 16 de Maio de 1974 em Milão. Liggio foi considerado culpado pelo assassinato de Michele Navarra, em 1958, o anterior chefe do clã, e sentenciado a prisão perpétua. Morreu de enfarte na prisão de Badu e Carros, na Sardenha.
1. ↑  «Obituary: Luciano Liggio». The Independent (em inglês). 17 de novembro de 1993. Consultado em 27 de abril de 2016